# Oksana Kondratyeva
Oksana Kondratyeva (en russe Оксана Юрьевна Кондратьева, née le 22 novembre 1985) est une athlète russe, spécialiste du lancer du marteau. Elle est la fille de Youri Sedykh et de Lyudmila Kondratyeva et la demi-sœur d'Alexia Sedykh.

## Biographie
En juin 2013, à Joukovski, Oksana Kondrateva améliore son record personnel et réalise la meilleure performance mondiale de l'année avec un lancer à 77,13 m. Elle participe aux Universiades d'été de Kazan et y obtient la médaille d'argent, derrière l'Américaine Jeneva McCall, avec la marque de 72,22 m.

### Palmarès
| Date | Compétition           | Lieu   | Résultat | Marque  |
| ---- | --------------------- | ------ | -------- | ------- |
| 2013 | Universiade           | Kazan  | 2e       | 72,22 m |
| 2013 | Championnats du monde | Moscou | 5e       | 72,76 m |

### Records
| Épreuve           | Performance | Lieu      | Date         |
| ----------------- | ----------- | --------- | ------------ |
| Lancer du marteau | 77,13 m     | Joukovski | 30 juin 2013 |